# Цальпува

аморейские города Халеб, Алалах и Каркемиш в составе хеттского государства. Цальпа указана приблизительно.

Цальпува (также Цалпува, Цальпа, Цалпа, Зальпа) — ещё не открытый город бронзового века в Анатолии 1800-х — 1700-х гг. до н. э., столица одноименной страны. В дохеттское и раннехеттское время Цальпува была значительным культовым, политическим и торговым центром и имела тесные связи с соседними городами Лихзиной и Нериком, а также с Центральной Анатолией. Некоторые историки предполагают, что Цальпува находилась в районе современного турецкого ила Чорум. Однако, более вероятно, что она (в соответствии с клинописными источниками) находилась около «моря Цальпы», то есть на черноморском побережье, недалеко от впадения древней реки Марассантии (др-греч. Галис), примерно в районе Бафра ила Самсун. Население страны Цальпувы было смешанным — хатты, хурриты, палайцы и хетты. Но династия, как и правящая элита города, были, несомненно, хеттскими.

## Легенды
С Цальпувой была связана древняя хеттская «Повесть о детях царицы Канеса (Книша)» (Catalogue des Textes Hittites. 3). Эта легенда была написана или переведена на хурритский язык.
«Царица Канеса в один год родила тридцать сыновей. Царица сказала такое слово: „Что это могло бы значить, что за невидаль я родила?“ Она наполнила горшки нечистотами и поместила своих
сыновей внутрь этих горшков. А потом она пустила их плыть по реке. И река принесла их к морю страны Цальпы. Но боги взяли детей из моря и их вырастили.
Прошли годы, и царица опять родила тридцать дочерей. Их она взрастила сама. Сыновья тем временем отправляются обратно в Несу. <… Но,> когда они пришли в город Несу, в них боги вложили другую сердцевину, и свою мать они не узнали. И она дала своих дочерей в жены своим сыновьям. Первые сыновья не узнали своих сестер. Только последний сказал: „Не будем мы брать в жены своих сестер. Вы не совершите такого проступка? Это не по нашему закону“». Остальная часть легенды потеряна.

## Историческая традиция
Цальпа, как и Нерик, первоначально была городом с хаттским населением. Впервые Цальпа упоминается в древнеассирийской торговой переписке XIX века до н. э. Вероятно, здесь XX — XVIII веках до н. э. располагалось самое северное ассирийское торговое поселение — карум. Судя по источникам Цальпа в это время являлась важным центром наряду с другими городами-государствами древней Малой Азии — Пурусханда, Хатти, Куссар, Каниш и другие.
История Цальпувы в основном известна из «Провозглашения Аниттаса» (Catalogue des Textes Hittites. 1). Удачливый завоеватель, Аниттас правил в Куссаре около 1790 — 1750 годов до н. э. В это время Цальпува занимала видное место среди союзников царства Хатти (Хаттусы). По сообщению надписи Аниттаса, около 1800 года до н. э. Ухнас, царь Цальпувы вторгся в Каниш (Несу). В результате победы войска Цальпувы унесли оттуда как трофей статую неситского божества Сиусуммы. Вскоре Неса была захвачена царем Куссара Питханасом, унаследовавшим вражду неситов с Цальпувой. И немного позднее, уже при правлении в Цальпуве царя Хуццияса, новый царь Куссара (и Несы) Аннитас примерно в 1770 году до н .э. вторгся в Цальпуву. Он захватил Хуццияса в плен и вновь воздвигнул статую Сиусуммы в Несе.
В надписи Аниттаса сказано:
"Аниттас, сын Питханы, царь города Куссара, такие слова говорит: «<…> И в первый же год после Питханы, отца моего, я сражался в сражении. Какая бы страна ни поднималась со стороны Богини Солнца, я их все поразил. <…> В следующие годы после Питханаса, отца моего, я достиг в своих походах моря Цальпы. И города возле моря Цальпы я покорил… Эти слова на клинописной таблице я поместил на воротах своего города….
Царь города Хатти (Хаттусы) Пиюсти пришел потом во второй раз. Соратников, что он с собой привел, я поразил в городе Салампе (близ черноморского побережья). Всю страну возле моря Цальпы я поразил.
Прежде Ухнас, царь города Цальпы, Бога-Нашего из города Несы в город Цальпу перенес. А потом я, Аниттас, великий царь, Бога-Нашего из города Цальпы в Несу перенес. И Хуццияса, царя города Цальпы, я живым привел в город Несу».
При этом Цальпува тогда похоже все таки сохранила свою самостоятельность.
Через столетие, при хеттском царе Хаттусилисе I (правил примерно в 1650 — 1620 годах до н. э.) правителем Цальпы сделался уже его сын царевич Хаппис. Некоторое время спустя знать и правитель Цальпы вмешались в междоусобицу внутри Хеттского царства, выставив свои войска на стороне мятежников. Однако Хаттусилис I и его внук младший царь-соправитель Мурсилис I (самостоятельно правил примерно в 1620 — 1594 годах до н. э.) разгромили заговорщиков. Сын сестры Хаттусилиса предыдущий соправитель Лапарнас III бежал к Хаппису в Цальпу. Хаттусилис потребовал выдачи Лапарнаса, но Хаппиc отказал отцу. Тогда, Мурсилис выступил на Цальпу. Войско Хапписа и Лапарнаса было разгромлено, а остатки мятежников и некоторые представители хеттской царской семьи укрылись в Цальпе. Но мятежи происходили по всей стране и только три года спустя Мурсилис всерьез осадил Цальпу. Мурсилис вскоре ушёл воевать на южные границы, а остался осаждать Цальпу Хаттусилис. Осада длилась еще два года. Когда же Цальпа пала, Хаттусилис разрушил город и вернулся в Хаттусу, где вскоре умер.
Об всем этом говорится в одной из надписей, составленных от имени Хаттусилиса I:
«Хаппис сказал людям города Цальпы: „Я неугоден своему отцу. Поэтому в Хаттусас я пойду на верную смерть, а со мной и сыновья Цальпы, разве не готова к гибели эта сотня людей, которых еще не убили?“
Царь <Мурсилис I> услышал об этом. Он отправился в поход и пришел в Харахсу. Войско Цальпы вышло ему навстречу, и царь нанес ему удар. Но Хаппи ускользнул, и только Тамнассуса взяли живым, и его царь привел в Хаттусас. На третий год царь пошел и обложил осадой Цальпу. Два года он был под этим городом. Он требовал, чтобы ему выдали Табарну <Лапарнаса III> и Хапписа, но люди города их не отдавали. И их теснили. И они умирали. Царь пришел в Хаттусас, чтобы молиться богам, но старого царя <Хаттусилиса I> оставил он там. Тот пошел на город со словами: „Я стану вашим царем!“ И войска были с ним, и он разрушил город».
Скорее всего позднее Цальпа была восстановлена, но уже как обычный административный центр Хеттской державы. Однако это не совсем ясно из источников, так как одно и тоже название использовалось для города и для хеттской провинции. После того как Цальпува стала частью хеттской территории постепенно её жители перешли в основном на хеттский язык (неситский). Произошла и религиозная унификация.
Во время правления хеттского царя Тудхалияса II (правил приблизительно в 1460—1440 годах до н. э.) город Цальпува был разграблен племенами касков, а вскоре и вся его провинция была завоевана ими. Это произошло примерно в 1440 году до н. э. Тогда же каски заняли руины священного города Нерик. Наследник Тудхалияса, хеттский царь Арнувандас I (правил приблизительно в 1440—1420 годах до н. э.), сделал несколько попыток оттеснить касков, или наложить на них дань, но безрезультатно. Хетты навсегда потеряли северные провинции и выход через них к морю. Во время этих событий Арнувандас I вознес молитвы богам, чтобы они помогли вернуть хеттам Нерик. Об этом сообщается в «Молитве царя Арнувандаса I». При этом царь упомянул также Камамму и Цальпуву, как бывшие хеттские города, некогда, павшие под ударами касков и попавшие под их власть. Фрагменты молитвы упоминают Камамму и Цальпуву, бывшими во владении касков еще и во времена Арнувандаса II (недолго правил около 1334—1333 до н. э.).
В связи с этим некоторые историки помещают Цальпу в район хеттских городов северной части Центральной Анатолии в районе Хаттусы, Нерика и возможно Сапинувы, поскольку Цальпува, наряду с этими городами, была основана хаттами. Но в клинописных источниках Цальпува располагается вблизи моря.

## Религиозные культы
Пантеон Цальпувы принадлежал к хаттской религии. Главным божеством Залпы была богиня природы Аммамма. В дополнение к нескольким местным божествам, известны хаттские бог Шулинкатте и богиня Халипину (Хатепину). Согласно одному хеттскому ритуалу хеттский царевич совершил паломничество, чтобы принести жертвы божествам Цальпы,

## Цари Цальпувы
- Ухнас
- Хуццияс